# Woezer See
Der Woezer See ist ein von dem Fluss Schilde durchflossener See auf dem Gebiet der Gemeinde Wittendörp im Landkreis Ludwigslust-Parchim im Westen Mecklenburg-Vorpommerns.

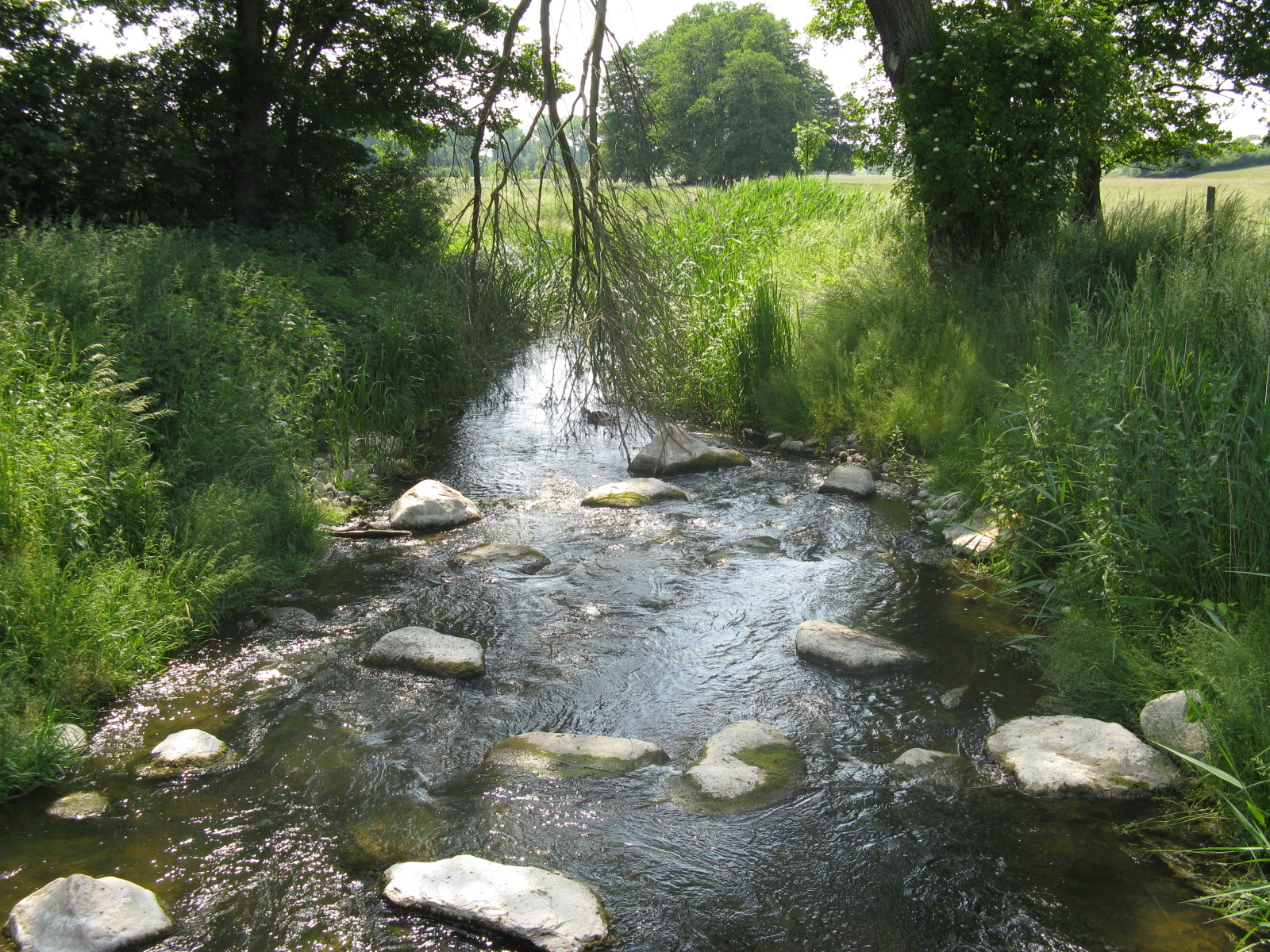
Abfluss des Woezer Sees (Schilde)

Der See befindet sich einen halben Kilometer südwestlich des namensgebenden Wittendörper Ortsteils Woez in einem Moorgebiet. Der Ortsteil Döbbersen liegt in 250 Meter Entfernung zum Westufer. Im Norden mündet die Schilde in den See und verlässt ihn im Südwesten wieder. Zusätzlich speisen mehrere Gräben das Gewässer. Einen weiteren Abfluss bildet die Düsterbeck, die im Osten aus dem See tritt, jedoch nach wenigen Kilometern in die Schilde mündet. Über Schilde, Schaale, Sude und Elbe wird das Wasser schließlich in Richtung Nordsee abgeführt. Das Gewässer hat eine maximale Ausdehnung von 1342 mal 686 Metern und eine Größe von 57 Hektar. Die Höhe des Wasserspiegels beträgt 35,1 m ü. NHN.
Von der Entstehung her ist der polytroph eingestufte und flache See ein Rinnensee. Er besitzt ausgeprägte Verlandungszonen in Form von tiefgründigem Niedermoor, Bruchwald und Röhrichtstreifen, die ihn fast vollständig umgeben. Lediglich vom Nordosten schließt sich Grünland an, von hier aus ist der von Badegästen und Anglern genutzte See zugänglich.
Aufgrund starker Verschlammung ist das Gewässer mit einer mittleren Tiefe von 1,1 Metern sehr flach und polymiktisch. Auf Grund von Einträgen aus der Landwirtschaft besitzt es hohe Nährstoffkonzentrationen.
Der Woezer See und seine Umgebung sind Bestandteil des 7070 Hektar großen Landschaftsschutzgebiets „Schaalseelandschaft“ und Teil des Fauna-Flora-Habitat-Schutzgebiets „Schaaletal mit Zuflüssen und nahegelegenen Wäldern und Mooren“ (EU-Nummer DE 2531-304).